# Ligue 1 Mauritania
La Ligue 1 Mauritania anteriormente llamada Liga Mauritana de fútbol, es la máxima competición futbolística de Mauritania, se disputa desde 1976 y está organizada por la Federación de Fútbol de la República Islámica de Mauritania. 
El equipo campeón obtiene la clasificación a la Liga de Campeones de la CAF.

## Equipos temporada 2024-25

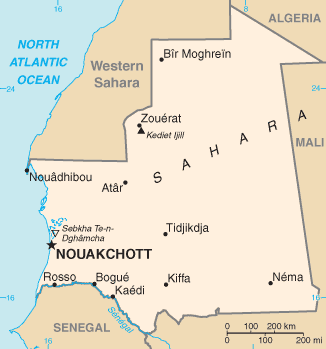
Mauritania.

| Club               | Ciudad     | Estadio                      | Capacidad |
| ------------------ | ---------- | ---------------------------- | --------- |
| AS Douanes         | Nouakchott | Cheikha Ould Boïdiya Stadium | 8,200     |
| AS Garde Nationale | Nouakchott | Nouakchott Olympic Stadium   | 20,000    |
| AS Pompier         | Nouakchott | Cheikha Ould Boïdiya Stadium | 8,200     |
| ASC GENDRIM        | Nouakchott | Cheikha Ould Boïdiya Stadium | 8,200     |
| ASC Ksar           | Nouakchott | Nouakchott Olympic Stadium   | 20,000    |
| ASC SNIM           | Nouadhibou | Nouadhibou Municipal Stadium | 10,000    |
| ASC Toulde         | Kaédi      | Kaédi Stadium                | 5,000     |
| Chemal FC          | Nouakchott | Nouakchott Olympic Stadium   | 20,000    |
| FC Nouadhibou      | Nouadhibou | Nouadhibou Municipal Stadium | 10,000    |
| FC N'Zidane        | Atar       | Stade d'Atar                 | 2,000     |
| FC Tevragh-Zeina   | Nouakchott | Nouakchott Olympic Stadium   | 20,000    |
| Inter Nouakchott   | Nouakchott | Cheikha Ould Boïdiya Stadium | 8,200     |
| Kaédi FC           | Kaédi      | Kaédi Stadium                | 5,000     |
| Nouakchott Kings   | Nouakchott | Nouakchott Olympic Stadium   | 20,000    |

## Palmarés
| Temporada | Campeón                  | Subcampeón         |
| --------- | ------------------------ | ------------------ |
| 1976      | ASC Garde Nationale      |                    |
| 1977      | ASC Garde Nationale      |                    |
| 1978      | ASC Garde Nationale      |                    |
| 1979      | ASC Garde Nationale      |                    |
| 1980      | No disputado             | No disputado       |
| 1981      | ASC Police               |                    |
| 1982      | ASC Police               |                    |
| 1983      | ACS Ksar                 |                    |
| 1984      | ASC Garde Nationale      |                    |
| 1985      | ACS Ksar                 |                    |
| 1986      | ASC Police               |                    |
| 1987      | ASC Police               |                    |
| 1988      | ASC Police               |                    |
| 1989      | No disputado             | No disputado       |
| 1990      | ASC Police               |                    |
| 1991      | ASC Police               |                    |
| 1992      | ASC Sonader Ksar         |                    |
| 1993      | ASC Sonader Ksar         |                    |
| 1994      | ASC Garde Nationale      |                    |
| 1995      | ASC Sonalec              |                    |
| 1996      | No disputado             | No disputado       |
| 1997      | No disputado             | No disputado       |
| 1998      | ASC Garde Nationale      |                    |
| 1999      | ASC Trarza Nadi Sporting |                    |
| 2000      | ASC Mauritel Mobile FC   |                    |
| 2001      | FC Nouadhibou            |                    |
| 2002      | FC Nouadhibou            | ASC Nasr de Sebkha |
| 2003      | ASC Nasr de Sebkha       | ASAC Concorde      |
| 2004      | ACS Ksar                 | ASC Nasr de Sebkha |
| 2005      | ASC Nasr de Sebkha       | ASC El Ahmedi      |
| 2006      | ASC Mauritel Mobile FC   | ASC Entente        |
| 2007      | ASC Nasr de Sebkha       | ASC SNIM           |
| 2008      | ASAC Concorde            | ACS Ksar           |
| 2009      | ASC SNIM (CF Cansado)    | ASAC Concorde      |
| 2010      | ASC SNIM (CF Cansado)    | FC Tevragh-Zeïna   |
| 2010–11   | FC Nouadhibou            | FC Tevragh-Zeïna   |
| 2011–12   | FC Tevragh-Zeïna         | FC Nouadhibou      |
| 2012–13   | FC Nouadhibou            | ACS Ksar           |
| 2013–14   | FC Nouadhibou            | ASAC Concorde      |
| 2014–15   | FC Tevragh-Zeïna         | ASC SNIM           |
| 2015–16   | FC Tevragh-Zeïna         | FC Nouadhibou      |
| 2016–17   | ASAC Concorde            | FC Tevragh-Zeïna   |
| 2017–18   | FC Nouadhibou            | ASC Kédia          |
| 2018–19   | FC Nouadhibou            | ASAC Concorde      |
| 2019–20   | FC Nouadhibou            | FC Tevragh-Zeïna   |
| 2020–21   | FC Nouadhibou            | FC Tevragh-Zeïna   |
| 2021–22   | FC Nouadhibou            | FC Tevragh-Zeïna   |
| 2022–23   | FC Nouadhibou            | Chemal FC          |
| 2023–24   | FC Nouadhibou            | AS Douanes         |
| 2024–25   | FC Nouadhibou            | Chemal FC          |

## Títulos por club
| Club                        | Ciudad     | Campeón | Años campeón                                                                 |
| --------------------------- | ---------- | ------- | ---------------------------------------------------------------------------- |
| FC Nouadhibou               | Nouadhibou | 13      | 2001, 2002, 2011, 2013, 2014, 2018, 2019, 2020, 2021, 2022, 2023, 2024, 2025 |
| ASC Garde Nationale         | Nuakchot   | 7       | 1976, 1977, 1978, 1979, 1984, 1994, 1998                                     |
| ASC Police                  | Nuakchot   | 7       | 1981, 1982, 1986, 1987, 1988, 1990, 1991                                     |
| ACS Ksar (ASC Sonader Ksar) | Nuakchot   | 5       | 1983, 1985, 1992, 1993, 2004                                                 |
| ASC Nasr de Sebkha          | Nuakchot   | 3       | 2003, 2005, 2007                                                             |
| ASC Tevragh Zeïna           | Nuakchot   | 3       | 2012, 2015, 2016                                                             |
| ASC Mauritel Mobile FC      | Nuakchot   | 2       | 2000, 2006                                                                   |
| ASC SNIM (CF Cansado)       | Nouadhibou | 2       | 2009, 2010                                                                   |
| ASAC Concorde               | Nuakchot   | 2       | 2008, 2017                                                                   |
| ASC Sonalec                 | Nuakchot   | 1       | 1995                                                                         |
| ASC Trarza Nadi Sporting    | Rosso      | 1       | 1999                                                                         |